# ماریاسون کیونز
ماریاسون کیونز (انگلیسی: Mariasun Quiñones؛ زادهٔ ۲۹ اکتبر ۱۹۹۶) بازیکن فوتبال اهل اسپانیا است.
از باشگاه‌هایی که در آن بازی کرده‌است می‌توان به باشگاه فوتبال زنان رئال سوسیداد اشاره کرد.
وی همچنین در تیم‌های ملی فوتبال Spain women's national under-20 football team، زنان اسپانیا، و Basque Country women's national football team بازی کرده‌است.